# 20.000 especies de abejas
20.000 especies de abejas es una película dramática española de 2023 escrita y dirigida por Estibaliz Urresola Solaguren y protagonizada por Sofía Otero, Patricia López Arnaiz, Ane Gabarain e Itziar Lazkano.
Fue seleccionada para competir por el Oso de Oro en el 73° Festival Internacional de Cine de Berlín, donde tuvo su estreno mundial el 22 de febrero de 2023. Sofía Otero por el papel de Lucía ganó el Oso de Plata a la Mejor Interpretación Protagónica. La película también fue nominada al premio Teddy al mejor largometraje. Estibaliz Urresola Solaguren, la primera directora de largometraje fue nominada al Premio GWFF a la Mejor Ópera Prima del festival. Se estrenó el 21 de abril de 2023 en los cines españoles.

## Sinopsis
Aitor vive junto a su familia en Bayona. Durante el viaje de fin de curso, se le acusa de robar el bañador a su compañera Martina. Sus padres Ane y Gorka deben acudir de urgencia a una reunión con la tutora, lo cual les impide asistir al recital de Nerea, hija de Ane de una relación anterior. Sumida en una crisis profesional y sentimental, Ane viaja al País Vasco español junto a sus hijos Nerea, Eneko y Aitor, con objeto de pasar las vacaciones en su localidad natal, donde residen su madre Lita y su tía Lourdes, afanada en criar abejas para aplicar tratamientos de apiterapia. La familia llega al mismo tiempo que Leire, la hija de Lourdes, quien acompañada de su marido Jon y de su bebé Peio, pretende bautizar a este en la parroquia local, pero el bautizo amenaza con retrasarse ante el robo de la figura de San Juan Bautista que corona la iglesia. Durante la Noche de San Juan, los otros niños preguntan a Aitor por su nombre, afirmando llamarse Cocó para que no se le identifique como a un niño. Después, Cocó escribe su deseo en un papel y lo arroja a la hoguera, concentrándose fuertemente para que este se cumpla. Aunque el verano transcurre con normalidad, Cocó evita ir a la piscina por miedo y vergüenza, prefiriendo acompañar a su abuela Lita y a su tía-abuela Lourdes en la búsqueda de la figura desaparecida. Sin embargo, Cocó termina accediendo ante las presiones de su madre Ane, manteniendo en todo momento su cuerpo oculto bajo un albornoz. Ya en la piscina, sin darse cuenta, Ane confirma a una de las niñas que el nombre real de Cocó es Aitor, provocando su enfado y su tristeza. A su vez, Ane se instala en el antiguo taller de su padre, al tiempo que su hija Nerea descubre un álbum de fotos con numerosas jóvenes desnudas que servían de modelo a su abuelo. Cocó acompaña a su tía-abuela Lourdes en sus tareas de apicultura, hallándose a las abejas de varios panales muertas por acción de la enfermedad del loque, por lo que sus panales deben ser quemados. Ante la insistencia de su madre, Ane le confiesa a Lita que, tras aprobar unas oposiciones como profesora en una escuela de artes en Bayona, está realizando una pieza en el taller que incluirá en la memoria que le exigen para conseguir el puesto. La conversación entre ambas termina en reproches: Ane le recrimina a su madre no haberse separado de su padre por miedo al qué dirán, después de todos sus escarceos con sus modelos; y Lita acusa a su hija de estar confundiendo a Cocó, permitiéndole vestir como una chica. Ane intenta convencer a su marido Gorka de asistir al bautizo, pero este no accede y le advierte a Ane de que, tarde o temprano, deberán hacer oficial su ruptura. Ane encuentra a Cocó y a su hermano Eneko vestidos y maquillados con las cosas de su abuela Lita, reprendiendo duramente a Cocó por no dejar todo como estaba. Esa misma noche, Cocó se mea en la cama y le pregunta a su hermano Eneko desde cuándo este sabe que es un chico y si cree que algo salió mal cuando Cocó estaba en la tripa de su madre. Finalmente, mientras Cocó trabaja junto a su tía-abuela Lourdes con las abejas, comienza a utilizar pronombres femeninos y se reconoce como la 'reina' de una hipotética colmena familiar. En medio de una tarde lluviosa, Leyre entra en la casa con ropa y disfraces para los niños. Cocó queda impresionada con una cola de sirena que termina probándose. Esa noche, le reconoce a Ane que su enfado en las piscinas vino dado porque le llamó Aitor. Al ser preguntada por su verdadero nombre, Cocó afirma que no tiene ninguno. En una nueva jornada entre abejas, su tía-abuela Lourdes le dice que debe ir pensando un nombre, pues las cosas que no tienen nombre, no existen. Tras visitar la parroquia local y conocer la historia de Santa Lucía, decide que ese será su nombre. La primera en conocerlo es su amiga Niko, a quien se lo confiesa mientras se intercambian los bañadores, tomándoselo esta con absoluta normalidad. Ane termina hablando con su tía Lourdes, quien le intenta abrir los ojos sobre el verdadero género de su hija Lucía, pese a las resistencias de su sobrina. Cuando esta le confiesa que ha conseguido la plaza en la escuela de artes de Bayona presentando la obra de su padre, Lourdes le advierte: "Tú sabrás lo que haces con tu vida. Pero, por lo menos, que tus hijos no vivan sus vidas con vergüenza". Esa noche, Lucía y su hermano Eneko entran en el taller familiar y encienden una hoguera para pedir sus deseos: Eneko pide reecontrarse con su padre y Lucía pide llamarse Lucía. Cuando el fuego parece descontrolado, su tía-abuela Lourdes los descubre y apaga la hoguera. Al día siguiente, Lucía clama a su madre entre sollozos ser llamada por su nombre. Lourdes le explica a Lucía que las mujeres de la casa han sido apicultoras desde hace varias generaciones. Por eso cuando alguien nace, se dan tres golpes a las colmenas con un palo para informar del nombre del nacido. Mientras tanto, su padre Gorka regresa a la casa familiar, considerando que aún es muy pronto para que Lucía sea consciente de su verdadero género. Además, Ane le confiesa que, pese a conseguir la plaza como profesora, la va a rechazar. Finalmente, Ane viste a su hija Lucía con un vestido para el bautizo de Peio, pese a la oposición frontal de su abuela Lita y de su padre Gorka. Para evitar mayores confrontaciones, Lucía opta por quitarse el vestido y acude con ropa de chico. Cuando van a echarse la foto grupal, Lucía huye sin dejar rastro. Toda la familia la busca por el bosque mientras gritan "Aitor". Entonces, su hermano Eneko comprende que no es ese el nombre correcto, comenzando a gritar: "Lucía". Ane, observando a su hijo, también comienza a gritar: "Lucía". Mientras tanto, Lucía acude a los panales de abejas y, tocando cada uno de ellos con un palo, les informa: "Abejas, soy Lucía".

## Reparto
- Sofía Otero como Aitor/Cocó/Lucía.
- Patricia López Arnaiz como su madre Ane.
- Martxelo Rubio como su padre Gorka.
- Unax Hayden como su hermano Eneko.
- Andere Garabieta como su hermanastra Nerea.
- Itziar Lazkano como su abuela Lita.
- Ane Gabarain como su tía-abuela Lourdes.
- Sara Cozar como su tía segunda Leire.
- Miguel Garcés como su tío segundo Jon.

## Producción
En julio de 2021, Estibaliz Urresola Solaguren fue seleccionada en el Mediterranean Film Institute (MFI), MFI Script 2 Film Workshops, que se centra en el ámbito de la formación, especializándose en guion y desarrollo de proyectos. También participó en el Berlinale Co-Production Market, proyecto de largometraje en 2022. La película fue uno de los 19 proyectos oficiales seleccionados para el Mercado de Coproducción de la Berlinale 2022. Inicia Films y Gariza Films se hicieron cargo de la producción.
El reparto final fue compuesto por Sofía Otero como Lucía, Patricia López Arnaiz como Ane, Ane Gabarain como Lourdes, Itziar Lazkano como Lita, Sara Cózar como Leire Martxelo Rubio como Gorka junto a Miguel Garcés, Unax Hayden y Andere Garabieta.
Los lugares de rodaje incluyeron Llodio y Hendaya.
La música de cierre es de la cantautora vasca Lourdes Iriondo, “Gaua” “Noche” y dice” Ay noche, que te ocurre? Que pasa en tu silencio?

## Lanzamiento
20.000 especies de abejas tuvo su estreno el 22 de febrero de 2023 en el marco de la 73.ª edición del Festival Internacional de Cine de Berlín, en competición. Está previsto que se estrene en cines en España el 21 de abril de 2023.
El 14 de enero de 2023 se informó que Luxbox, con sede en París, adquirió los derechos de venta internacional de la película, mientras que BTeam Pictures la estrenará en España.

## Recepción
En el sitio web del agregador de reseñas Rotten Tomatoes, la película tiene una calificación de aprobación del 100% según 8 reseñas, con una calificación promedio de 6.7/10.
Alfonso Rivera, en su crítica para Cineuropa, elogió la escritura de Estibaliz Urresola Solaguren, "la cineasta aborda la pluralidad, la exploración y la transformación con una sensibilidad estratosférica". Rivera alabando las interpretaciones de Patricia López Arnaiz, Ane Gabarain y Sofía Otero escribió, "soberbio trabajo de sus actrices, pero no hay adjetivos suficientes para elogiar a Sofía Otero (vigiladla, es imposible no sucumbir a su talento)." Nicholas Bell en IonCinema.com calificó la película con 3/5 y escribió: "Conmovedora y sin ser demasiado sentimental, Solaguren usa la diversidad titular de las abejas para sugerir que nuestros roles auténticos juegan un papel importante si queremos pasar de la supervivencia a la prosperidad real". Jordan Mintzer de The Hollywood Reporter llamando a la película "Una mayoría de edad compasiva" elogió las actuaciones de: Sofía Otero escribiendo, "La entrañable Otero, que hace su debut en la pantalla, es claramente la pieza central de la película" y para Patricia López Arnaiz escribe, "interpretar sin esfuerzo a una madre en medio de una crisis de la mediana edad que también se vuelve transformadora". Para concluir, Mintzer opinó: " 20,000 especies de abejas regresan al amor de Ane, de manera más memorable al final de la película, cuando no solo defiende firmemente la audaz decisión de su hijo menor, sino que parece empoderada por ella". Añadiendo además, "Como somos nosotros".
En marzo de 2023, ganó la Biznaga de Oro a la mejor película española en el Festival de Málaga.
En septiembre de 2023, fue elegida como una de las tres películas seleccionadas por la Academia de las Artes y las Ciencias Cinematográficas para optar a representar a España en la 96ª edición de los Oscar, en la categoría de mejor película internacional.

## Premios
Anexo:XXXVIII edición de los Premios Goya
| Categoría                     | Persona                                                               | Resultado |
| ----------------------------- | --------------------------------------------------------------------- | --------- |
| Mejor película                | Mejor película                                                        | Nominada  |
| Mejor director novel          | Estibaliz Urresola Solaguren                                          | Ganadora  |
| Mejor actriz protagonista     | Patricia López Arnaiz                                                 | Nominada  |
| Mejor actriz de reparto       | Ane Gabarain                                                          | Ganadora  |
| Mejor actriz de reparto       | Itziar Lazkano                                                        | Nominada  |
| Mejor actor de reparto        | Martxelo Rubio                                                        | Nominada  |
| Mejor guion original          | Estibaliz Urresola Solaguren                                          | Ganadora  |
| Mejor dirección de producción | Pablo Vidal                                                           | Nominada  |
| Mejor montaje                 | Raúl Barreras                                                         | Nominado  |
| Mejor fotografía              | Gina Ferrer García                                                    | Nominada  |
| Mejor dirección artística     | Izaskun Urkijo                                                        | Nominada  |
| Mejor vestuario               | Nerea Torrijos                                                        | Nominada  |
| Mejor maquillaje y peluquería | Ainhoa Eskusabel Jone Gabarain                                        | Nominadas |
| Mejor sonido                  | Eva Valiño Koldo Corella Xanti Salvador                               | Nominados |
| Mejores efectos especiales    | Mariano García Marty Jon Serrano David Heras Fran Belda Indira Martín | Nominados |

79.ª edición de las Medallas del Círculo de Escritores Cinematográficos
| Categoría               | Persona                      | Resultado |
| ----------------------- | ---------------------------- | --------- |
| Mejor película          | Mejor película               | Nominada  |
| Directora revelación    | Estibaliz Urresola Solaguren | Ganadora  |
| Mejor actriz            | Patricia López Arnaiz        | Nominada  |
| Mejor actriz secundaria | Ane Gabarain                 | Nominada  |
| Mejor guion original    | Estibaliz Urresola Solaguren | Nominada  |
| Mejor fotografía        | Gina Ferrer García           | Nominada  |
| Mejor montaje           | Raúl Barreras                | Nominado  |

68.ª edición de los Premios Sant Jordi
| Categoría                                    | Resultado |
| -------------------------------------------- | --------- |
| Rosa de Sant Jordi a mejor película española | Ganadora  |

Otros premios
| Fecha | Festival                                 | Categoría                                          | Recipiente                   | Resultado | Ref.         |
| ----- | ---------------------------------------- | -------------------------------------------------- | ---------------------------- | --------- | ------------ |
| 2023  | Festival Internacional de Cine de Berlín | Oso de Oro                                         | 20.000 especies de abejas    | Nominada  | [ 20 ]       |
| 2023  | Festival Internacional de Cine de Berlín | Prize of the Guild of German Art House Cinemas     | 20.000 especies de abejas    | Ganadora  | [ 21 ]       |
| 2023  | Festival Internacional de Cine de Berlín | Berliner Morgenpost Reader’s Jury Award            | 20.000 especies de abejas    | Ganadora  | [ 21 ]       |
| 2023  | Festival Internacional de Cine de Berlín | Premio GWFF a la mejor ópera prima                 | Estibaliz Urresola Solaguren | Nominada  | [ 4 ] [ 22 ] |
| 2023  | Festival Internacional de Cine de Berlín | Premio Teddy                                       | 20.000 especies de abejas    | Nominada  | [ 3 ]        |
| 2023  | Festival Internacional de Cine de Berlín | Oso de Plata a la Mejor Interpretación Protagónica | Sofía Otero                  | Ganadora  | [ 2 ]        |
| 2023  | Festival de Málaga                       | Biznaga de Oro                                     | 20.000 especies de abejas    | Ganadora  |              |
| 2024  | XI Premios Feroz                         | Mejor película dramática                           | 20.000 especies de abejas    | Ganadora  | [ 23 ]       |
| 2024  | XI Premios Feroz                         | Mejor dirección                                    | Estibaliz Urresola Solaguren | Nominada  | [ 23 ]       |
| 2024  | XI Premios Feroz                         | Mejor guion                                        | Estibaliz Urresola Solaguren | Nominada  | [ 23 ]       |
| 2024  | XI Premios Feroz                         | Mejor actriz de reparto                            | Patricia López Arnaiz        | Ganadora  | [ 23 ]       |
| 2024  | XI Premios Feroz                         | Mejor actriz de reparto                            | Ane Gabarain                 | Nominada  | [ 23 ]       |
| 2024  | XI Premios Feroz                         | Mejor tráiler                                      | Liviu Neagoe                 | Nominada  | [ 23 ]       |
| 2024  | XI Premios Feroz                         | Mejor cartel                                       | Cristina Hernández Bernardo  | Nominada  | [ 23 ]       |